# Amtsbezeichnungen der dänischen Polizei
Folgende Amtsbezeichnungen der dänischen Polizei existieren im Jahr 2017.

## Amtsbezeichnungen und Amtskennzeichen
| Dienstrang | Amtsbezeichnung                                                                                                | Amtskennzeichen   | Personalkategorie                                            | Deutsches Pendant                                                       |
| ---------- | --- | ----------------- | ------------------------------------------------------------ | ----------------------------------------------------------------------- |
| 1.         | Rigspolitichef                                                                                                 |                   | Leitende Beamte                                              | Landespolizeipräsident / Landespolizeidirektor / Inspekteur der Polizei |
| 2.         | PolitidirektørDirektionsmedlem i RigspolitietPolitimester i PETPolitimester i GrønlandPolitimester på Færøerne |                   | Leitende Beamte                                              | Polizeipräsident                                                        |
| 3.         | StabschefAfdelingschef i Rigspolitiet                                                                          |                   | Leitende Beamte                                              | Polizeivizepräsident                                                    |
| 3.         | Chefanklager                                                                                                   | Jurist            | Leitender Oberstaatsanwalt                                   |                                                                         |
| 3.         | Chefpolitiinspektør                                                                                            | Polizeibeamte (1) | Direktor der Polizei                                         |                                                                         |
| 4.         | Vicepolitimester i GrønlandVicepolitimester på FærøerneVicepolitimester i RigspolitietPolitiinspektør          | Polizeibeamte (1) |                                                              | Leitender Polizeidirektor                                               |
| 5.         | Vicepolitiinspektør                                                                                            | Polizeibeamte (1) |                                                              | PolizeidirektorPolizeioberratPolizeirat                                 |
| 6.         | Politikommissær                                                                                                | Polizeibeamte (1) |                                                              | PolizeihauptkommissarPolizeioberkommissarPolizeikommissar               |
| 7.         | Politiassistent af 1. grad                                                                                     | Polizeibeamte (1) |                                                              | Polizeihauptmeister                                                     |
| 8.         | Politiassistent                                                                                                | Polizeibeamte (1) |                                                              | Polizeiobermeister                                                      |
| 9.         | Politibetjent                                                                                                  | Polizeibeamte (1) |                                                              | Polizeimeister                                                          |
| 10.        | Politikadet |                   | Polizeiangestellte als Polizeiliche Unterstützungskräfte (2) | Polizeiliche Unterstützungskraft                                        |

(1) Die Grundausbildung zum Polizeibeamten umfasst eine zweieinhalbjährige Ausbildung an der Polizeiakademie. Die Zugangsvoraussetzungen entsprechen der Sekundarstufe II in Deutschland.
(2) Die Grundausbildung zum Polizeiliche Unterstützungskraft umfasst eine sechs monate Ausbildnung  an der Polizeiakademie. Die Zugangsvoraussetzungen entsprechen Hauptschulabschluss in Deutschland. Nach einer bestimmten Dienstzeit und mit einer Zusatzausbildung kann sich ein PUK an der Polizeiakademie bewerben.

## Beamte im Justizministerium und Polizeibeamte im Verwaltungsdienst
Polizeibeamte und Juristen im Justizministerium mit Amtsbezeichnungen der Polizei können Polizeiuniformen und Amtskennzeichen tragen. Anders als zum Beispiel in Deutschland, folgt die Uniformierung nicht einer festen Gehaltsrahmenplatzierung, sondern ist ausschließlich an die Dienststellung gebunden. Polizeibeamte im Dienst als Verwaltungsleiter können Amtskennzeichen und Uniformen wie Politiassistent (mit zwei Sternen) tragen oder das höhere Amtskennzeichen, das vor dem Übergang zum Verwaltungsdienst getragen wurde. Polizeibeamte im Verwaltungsdienst können Polizeiuniformen und Amtskennzeichen wie Politiassistent (mit zwei Sternen) tragen.

## Anklagebehörde
Die Polizei in Dänemark ist Anklagebehörde erster Instanz. Die Polizeijuristen waren daher Uniformträger und hatten Polizeiähnliche Amtsbezeichnungen. Seit 2007 tragen nur die Chefanklager (Leitende Oberstaatsanwälte) Uniform. Andere Staatsanwälte mit den Amtsbezeichnungen Advokaturchef (Oberstaatsanwalt), frühere Politiadvokat, Specialanklager, Senioranklager (Erster Staatsanwalt), frühere Politiassessor af 1. grad, Anklager (Staatsanwalt), frühere Politiassessor, und Anklagerfuldmægtig (Staatsanwalt auf Probe), frühere Politifuldmægtig, tragen keine Uniform.